# 웨스턴주 (가나)

웨스턴주

웨스턴주(Western Region)는 가나 서남부에 위치한 주로, 주도는 세콘디타코라디다.